# Aristoyagonina
La aristoyagonina es un alcaloide cularínico aislado de Sarcocapnos enneaphylla. UV: [neutral]λmax220;230;250;296;330 (EtOH).

## Síntesis

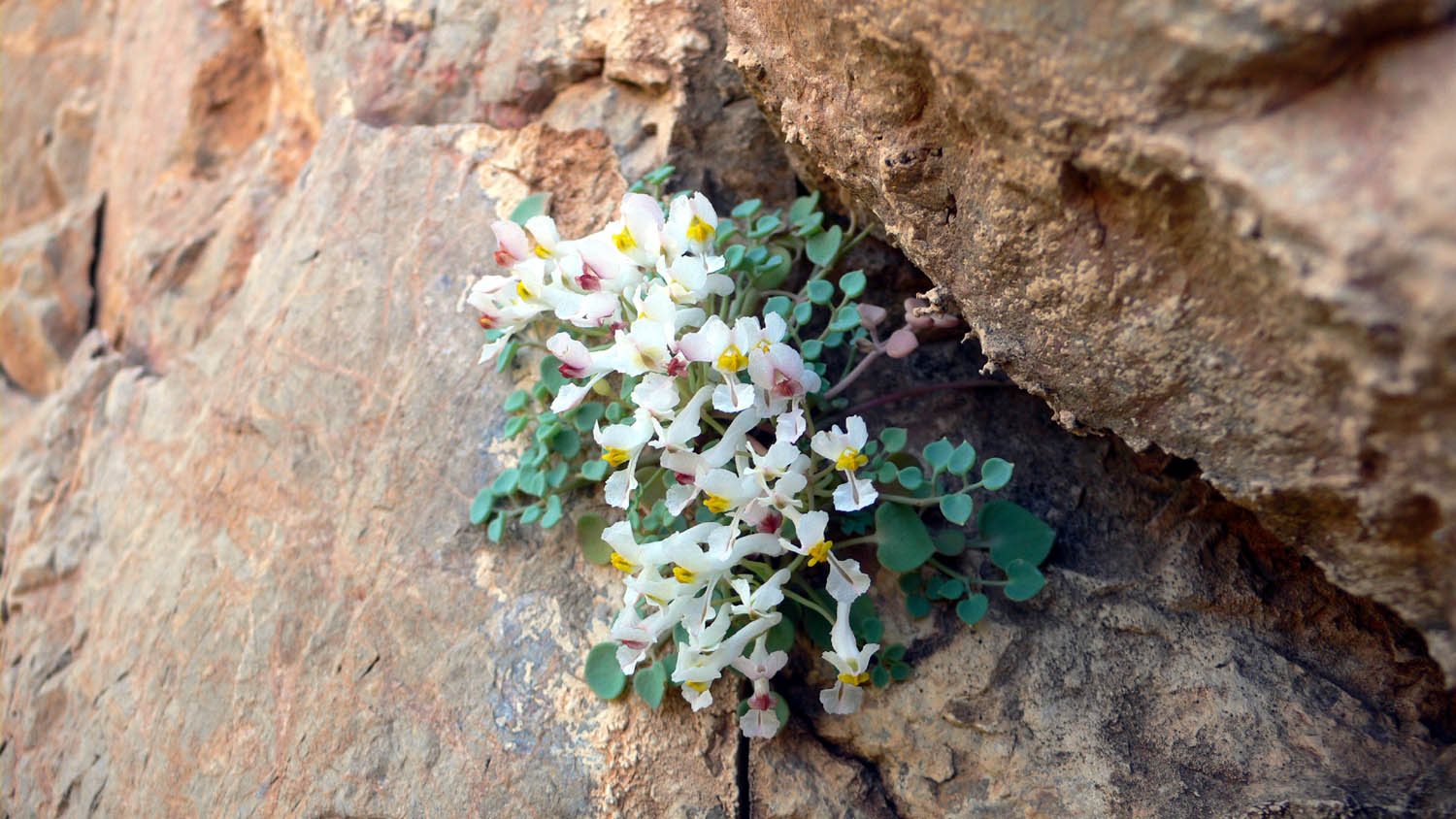
Sarcocapnos enneaphylla

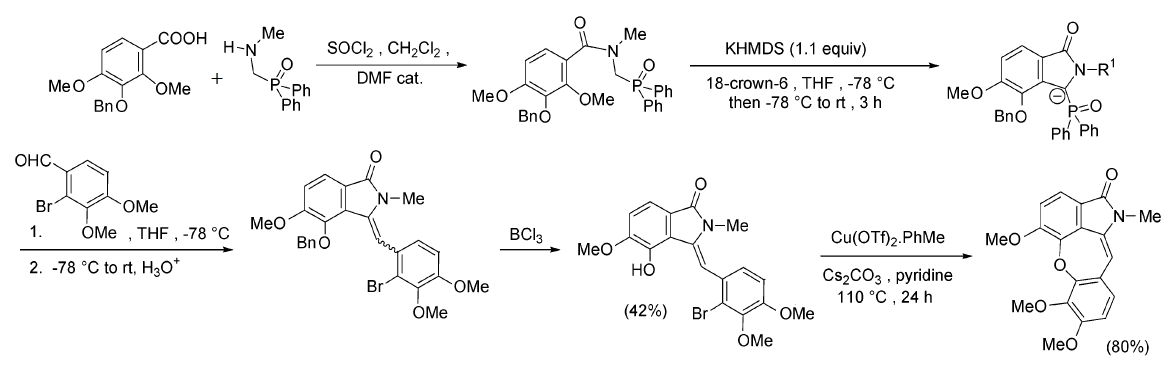

Moreau y colaboradores sintetizaron la aristoyagonina a partir de ácido 2,4-dimetoxi-3-benciloxibenzoico de acuerdo al siguiente esquema sintético:
a) El ácido 2,4-dimetoxi-3-benciloxibenzoico se hace reaccionar con 1-(difenilfosforil)-N-metilmetanamina para dar la amida correspondiente.
b) La amida formada es heterociclizada con el anillo de benceno en presencia de bis(trimetilsilil)amiduro de potasio (KHMDS).
c) Se remueve el óxido de difenilfosfina y el heterociclo condensa con el 2-bromo-3,4-dimetoxibenzaldehído.
d) En presencia del ácido de Lewis tricloruro de boro para remover el grupo protector bencilo.
e) Se forma el anillo de oxepina por acción del triflato cúprico en carbonato de cesio y piridina.